# Comuna Sîvorohî, Dunaiivți
Sîvorohî (în ucraineană Сивороги) este o comună în raionul Dunaiivți, regiunea Hmelnîțkîi, Ucraina, formată din satele Sîvorohî (reședința) și Sosnivka.

## Demografie
Componența lingvistică a comunei Sîvorohî
     Ucraineană (99,21%)
     Alte limbi (0,79%)
Conform recensământului din 2001, majoritatea populației comunei Sîvorohî era vorbitoare de ucraineană (99,21%), existând în minoritate și vorbitori de alte limbi.